# 三生石

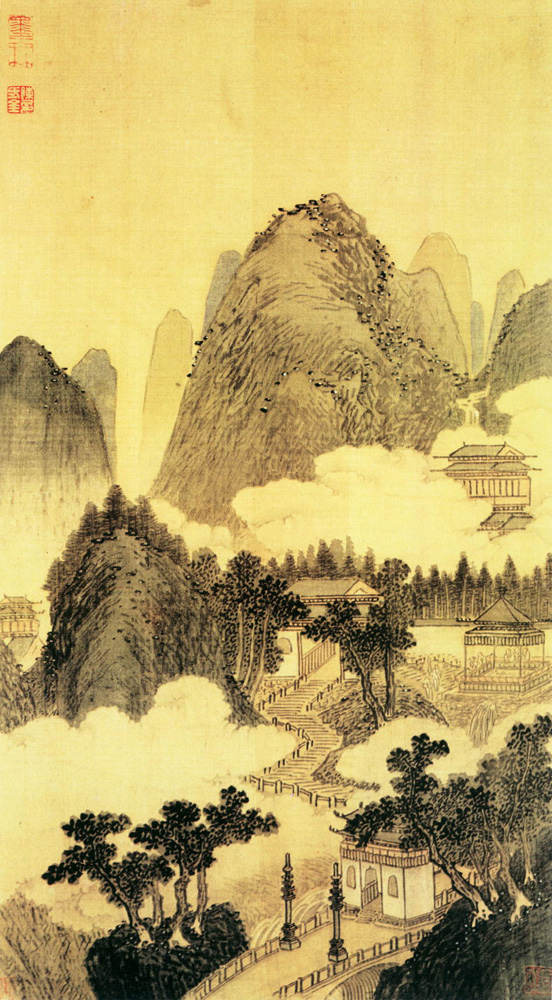
明代沈周作《下天竺寺图》，傳說隔世再會之所

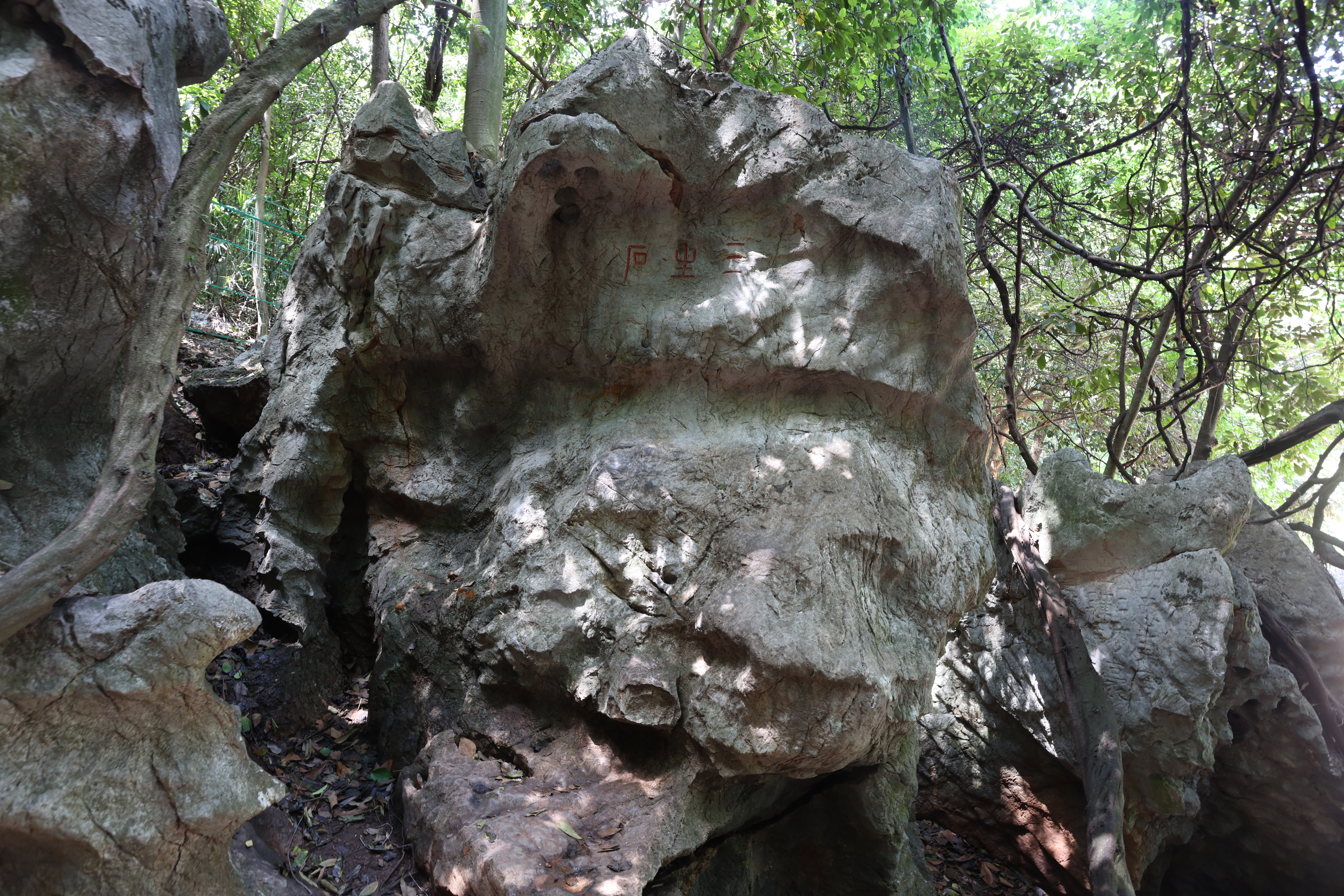
三生石原石。在杭州下天竺。

三生石，位于中国浙江省杭州市天竺山法镜寺西侧，为《西湖佳话》列举之西湖十六遗迹其一，得名于唐代惠林寺的主持圆泽轮回的故事，但并不是佛教中奈何桥忘川畔记录前世、今生和来世因果的三生石。

## 典故
苏轼根据旧有的《甘澤謠》改编简化为《僧圆泽传》，讲道：唐朝忠臣李憕之子李源在父亲死节后居住在洛阳惠林寺长达五十多年，与主持圆泽交往甚密，二人相约同游四川峨眉山、青城山，李源想要走三峡水路入川，而圆泽希望先到长安取斜谷到入川，但是李源决意不去长安，因而二人取水路到南浦。在南浦，圆泽看到一位怀孕的夫人，叹气道自己不想走整条路就是因为这个原因，这位妇人姓王，已经怀孕了三年，我本应该成为他的儿子，但是我一直不来所以她一直没法生产，今天我来了就无法摆脱，遂与李源约定三日后自己出世以笑为信，十三年后中秋夜在杭州城外天竺寺见面。傍晚圆泽圆寂，妇人果真生出来孩子，三日后再见孩子也笑了。十三年，李源如约来到杭州，见到牧童唱道：“三生石上舊精魂，賞月吟風不要論。慚愧情人遠相訪，此身雖異性長存。”李源与之相认，牧童说他就是圆泽，但是尘缘未了，不能久留，唱到：“身前身后事茫茫，欲话因缘恐断肠。吴越江山游已遍，却回烟棹上瞿塘。”唱完就离去了。
清代的《西湖佳话》中将圆泽的出处惠林寺改为杭州的下天竺寺，称二人在这块石头之前一见如故定下了三生之约，朝夕都在石头旁边共处，後人就叫這石為三生石。李源在圆泽转世再会之后，将这一段故事记录在三生石上，并在石上终老一生。《喻世明言》则将这个故事结语为「三生再会」，與蘇軾和佛印、明悟禪師趕五戒等故事一道作為輪迴說的例子講述。

## 文化影响

### 古典文学
袁枚、苏轼都留下有关三生石的诗句。清代尹湛纳希用蒙古文作小說《泣紅亭》也引用过这一典故。也有研究者借由三生石将《红楼梦》中的景观和杭州联系在一起。

### 三生三世十里桃花
三生三世电视剧热播后，杭州西湖的三生石一夜爆红，不少人在景观周围留下刻印，景区工作人员难以清理。